# Анумул Гітеш Сарма
Анумул Гітеш Сарма (англ. Anumula Gitesh Sarma; 25 березня 1961) — індійський дипломат. Генеральний консул Індії в Одесі (Україна) (1991—1992). Надзвичайний і Повноважний Посол Індії в Узбекистані (2011—2014), Верховний комісар на Фіджі (2014—2015).

## Життєпис
Народився 25 березня 1961 року. Закінчив школу Св. Ксав'єра, Хазарібаг і отримав ступінь бакалавра та магістра політології в Університеті Делі.
З 1984 року працював в Департаменті аудиту та бухгалтерського обліку Уряду Індії. З 1986 року на дипломатичній роботі в Службі закордонних справ Індії. Він працював у Міністерстві закордонних справ заступником секретаря департаменту Східної Європи та директором департаменту Центральної Азії. Він також обіймав посаду спеціального службовця з ІТ-послуг у Департаменті інформаційних технологій штату Андхра-Прадеш, Гайдарабад, Індія, і співсекретаря із зовнішніх зв'язків у Департаменті атомної енергії уряду Індії.
Працював в закордонних місіях Індії в СРСР в Москві та в Мінську. Також в різні часи працював в Гонконзі, Ісламабаді та Лондоні.
У 1991—1992 рр. — Генеральний консул Індії в Одесі (Україна).
У 2011—2014 рр. — Надзвичайний і Повноважний Посол Індії в Узбекистані
У 2014—2015 рр. — Верховний комісар на Фіджі
У 2015—2018 рр. — обіймав посаду спільного секретаря та додаткового секретаря в МЗС Індії.
У 2018—2019 рр. — секретар Західного департаменту у Міністерстві закордонних справ Індії.
З 2019 року — Верховний комісар Індії в Австралії.